# Pyritzer Tor (Stargard)
Das Pyritzer Tor (polnisch Brama Pyrzycka w Stargardzie) ist ein Mauertor der Stadtbefestigung im polnischen Stargard.
Im Rahmen der Vervollständigung der Wehrbauten wurde im 15. Jahrhundert an der damaligen Hauptverkehrsstraße nach Pyritz ein doppeltes dreigeschossiges Mauertor aufgeführt. Wie bei der Stadtmauer, wurde der Sockel des Turms aus Feldsteinen aufgemauert. Die Durchfahrt ist ebenfalls mit behauenen Feldsteinen erbaut. Vor den Torflügel befand sich ein Fallgatter. Im oberen Teil des Tors lagen zwei Wachtstuben übereinander, deren Fenster unter dem Oberbogen der Gatterführung nach Südwesten ausgerichtet sind. Das Mauerwerk ist mit Blenden verziert.
Dem Torbau vorgelagert war ein Zwinger. Das Vortor vor dem Zwinger war beinahe so hoch wie das Mauertor. Das Vortor wurde im 19. Jahrhundert entfernt. In der Durchfahr des Pyritzer Vortors war eine Keule, das Amtszeichen des Schulzen, aufgehängt. Am Vortor war nach Überlieferung zu lesen:

„Wer seinen Kindern gibt das Brot
und leidet im Alter selber Not,
den schlagt mit dieser Keule tot“